# DSB MS/MB
Die Baureihen MS und MB waren dieselelektrisch angetriebene Schnelltriebwagen der Dänischen Staatsbahnen. Sie wurden als Lyntog (Blitzzug) bezeichnet, der Begriff wurde in Dänemark für durchgehende Zugverbindungen benutzt.

## Geschichte
Angeregt durch den großen Erfolg des Fliegenden Hamburgers entschlossen sich die DSB Mitte der 1930er Jahre ähnlich konzipierte Züge für den Einsatz im sogenannten Lyntog-System anzuschaffen. Zunächst wurden gemäß der von der Politik vorgegebenen køb-dansk-Klausel (Kaufe in Dänemark) vier Garnituren des Typs MS 1935 von Scandia (Wagenkästen) und Frichs (technische Ausstattung) mit elektrischer Ausrüstung von Titan A/S in Odense gebaut, sie galten bei ihrer Beschaffung als sehr exklusive Fahrzeuge und Spitzenprodukt der dänischen Schienenfahrzeugindustrie. Die Triebzüge wurden zeitgleich mit der feierlichen Einweihung der ersten Brücke über den Kleinen Belt durch König Christian X. in Betrieb genommen und ermöglichten damit deutlich kürzere Fahrzeiten zwischen Kopenhagen und den Städten in Jütland. Die vier Zuggarnituren bedienten drei Verbindungen: Kronjyden nach Aalborg, Østjyden nach Aarhus und Westjyden nach Esbjerg. Alle Fahrten mit den Lyntoget waren platzkartenpflichtig.

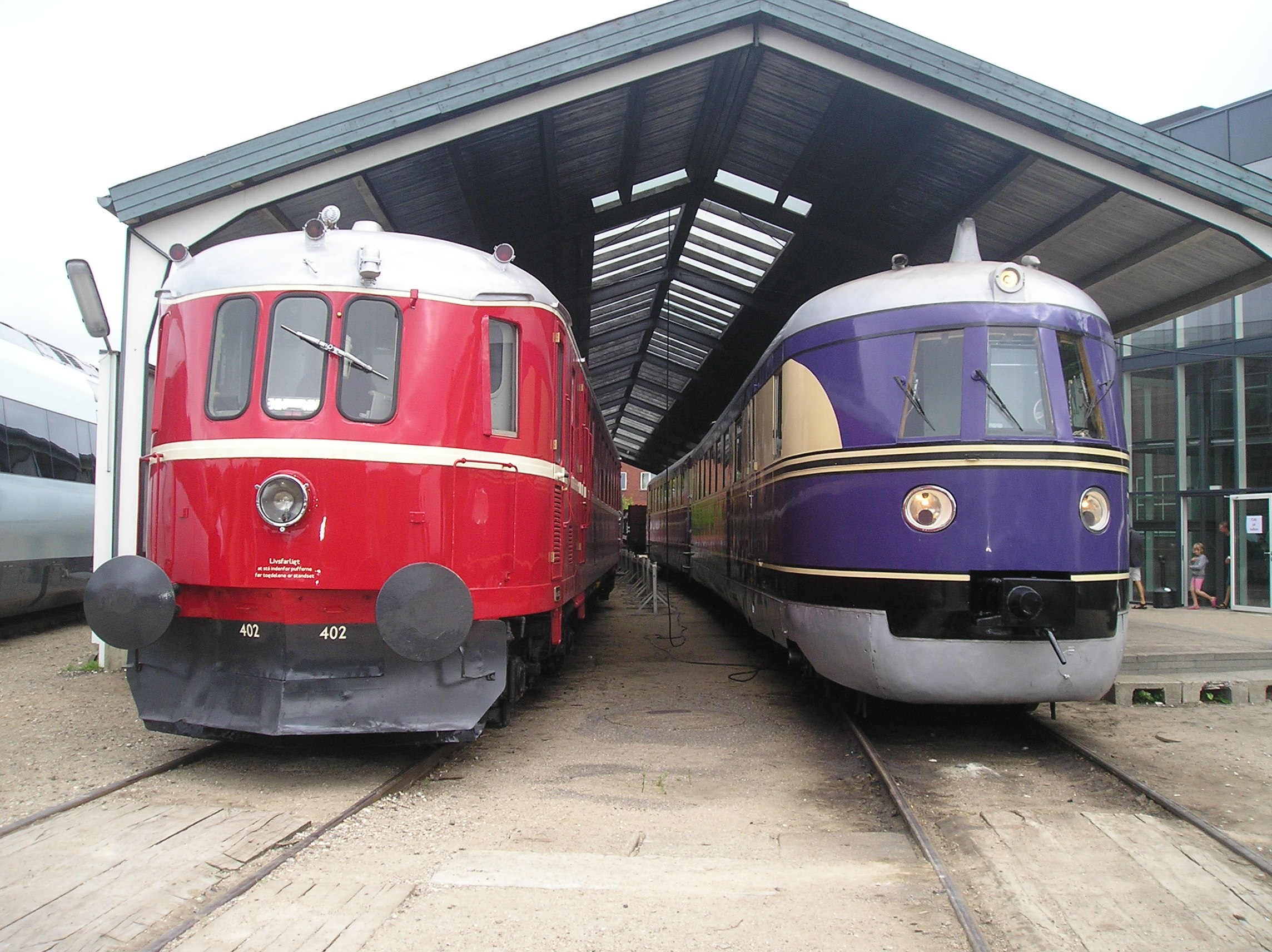
DSB MS mit dem SVT 137 Bauart Hamburg

Obwohl die neuen Zuggarnituren für das Befahren der Brücke über den Kleinen Belt gebaut wurden, waren die Fähren über den Großen Belt und ihre Einschränkungen maßgeblich für die Gestaltung des Triebzuges. Das  Ein- und Ausfahren auf die Fähren war ein wichtiges Element neben der verfügbaren Länge der Gleise. Die Fährklappen waren relativ kurz, sodass der sogenannte Knickwinkel je nach Wasserstand stark variieren konnte. Daher wurden Drehgestelle mit zwei Achsen verwendet, während die Triebwagen MQ und MP drei Achsen an den Triebdrehgestellen erhielten. Die Drehgestelle hatten zwei Drehpunkte im Abstand von zwei Metern.
1937 wurde ein Zug in Paris bei der Weltausstellung ausgestellt, wo DSB, Frichs und Scandia mehrere Preise gewannen.
Die 1937 gelieferten vier vierteiligen Garnituren der Baureihe MB waren weitgehend baugleich mit der Baureihe MS. Eine fünfte Einheit entstand durch den Umbau des bei einem Brand 1938 beschädigten Zug der Baureihe MS. Dieser war durch Überhitzung der Motoren entstanden, als die Lüftungsgitter durch Schnee verstopft wurden. Auf Grund dieses Vorfalles sahen die Norges Statsbaner (NSB) von einem Kauf dieser Züge ab.
Nach der Deutschen Besetzung Dänemarks am 9. April 1940 wurde der gesamte Betrieb mit den Blitzzügen umgehend eingestellt.

### Nachkriegszeit
Erst nach dem Ende der Besatzung und fünf Jahren Abstellzeit im Depot Helgoland in Kopenhagen wurden alle acht unbeschädigt gebliebenen Triebzüge am 12. Oktober 1945 wieder in Betrieb genommen.
Als die Fahrzeuge im Jahr 1955 ihr 20-jähriges Einsatzjubiläum feierten, wurde bald klar, dass die Baureihen MS und MB veraltet waren. Zu dieser Zeit wurden die Verbindungen Nordjyden nach Aalborg, Nordvestjyden nach Holstebro, Vendsyssel nach Frederikshavn, Limfjorden nach Stuer und Vesterhavet nach Stuer bedient.
1963 und 1966 wurden die dieselhydraulisch angetriebenen Triebwagen Baureihe DSB MA in Dienst gestellt, um sie im Schnellzugsverkehr zu ersetzen. Die MS und MB wurden auf neu eingerichteten Eilzugsstrecken wie einer Verbindung Kopenhagen–Nakskov mit dem Namen Lolikken sowie als Nahverkehrszüge eingesetzt. Nur wenige Jahre später wurden sie durch lokbespannte Züge ersetzt.
Mit der Einführung des Neptun zwischen Kopenhagen und Ost-Berlin im Jahr 1964 erhielten die Schnelltriebwagen nochmals ein neues Einsatzgebiet. In den ersten Jahren setzte die Deutsche Reichsbahn ihre Züge ein. Ab dem Sommerfahrplan 1968 stellten die DSB zunächst eine MS-Garnitur und ab Sommer 1971 die Garnituren für Hin- und Rückleistung sowie zusätzlich eine Reservegarnitur. Zu Beginn wurden hierfür drei MS-Garnituren eingesetzt, später – bis zum Ende im Herbst 1973 – nur noch zwei MS-Garnituren und eine MB-Einheit. Am 30. September 1973 endete dieser Einsatz, nachdem der letzte MS (MS 401-AA 431-MS 402) aus Berlin zurückgekehrt war. Für den Einsatz nach Deutschland mussten die seit der Ablieferung mit einem Zentralscheinwerfer ausgerüsteten Züge zusätzlich mit einem Dreilicht-Spitzensignal ausgestattet werden.
Der letzte im Einsatz gestandene MS ist zugleich das einzige erhaltene Exemplar dieser Baureihe und wurde 1977 an das Dänische Eisenbahnmuseum Odense abgegeben. Zum Jubiläum der Lillebæltsbroen 1985 wurde der Zug außen neu lackiert, aber da er noch nicht fahrbereit war, von einer Diesellok der Baureihe MX geschoben. Erst im Jahr 2000 wurde das Fahrzeug zur fahrbereiten Restaurierung in die Centralværkstedet København überführt. Seit dem Frühjahr 2014 ist der MS-Lyntog wieder als Museumsfahrzeug zugelassen.

### DSB MS
Die Triebzüge fuhren immer in der Reihung MS–AA–MS. Im Triebkopf mit der ungeraden Nummer befand sich ein Restaurant mit zwölf Sitzplätzen, im Triebkopf mit der geraden Nummer ein Gepäckraum. Die Küche mit Elektroherd und Kühlschrank hatte eine Grundfläche von 1,5 m². Bis 1951 konnten sich die Fahrgäste das Essen im gesamten Zug liefern lassen.
Von Anfang an waren sie im neuen Bahnbetriebswerk Helgoland am Bahnhof Svanemøllen beheimatet.
Triebwagen
| Nummer 1935 | Nummer 1941 | Hersteller          | Baujahr    | Wagendetails                                                   | Besonderheiten |
| ----------- | ----------- | ------------------- | ---------- | -------------------------------------------------------------- | --- |
| MS 1        | MS 401      | Frichs, Scandia A/S | 206 / 1935 | 12 Sitzplätze im Restaurant 52 Sitzplätze 2. Klasse Mittelgang | 1941 umgezeichnet in MS 401 – dieser 1973 ausgemustert und an das Dänische Eisenbahnmuseum Odense übergeben. |
| MS 2        | MS 402      | Frichs, Scandia A/S | 207 / 1935 | Gepäckraum 52 Sitzplätze 2. Klasse Mittelgang                  | Brand in Fårup (1938) – 1939 in MB 18 umgebaut. Neubesetzung MS 2" 1939 durch Umzeichnung von MS 6. 1941 umgezeichnet in MS 402 – dieser 1973 ausgemustert und an das Dänische Eisenbahnmuseum Odense übergeben. |
| MS 3        | MS 403      | Frichs, Scandia A/S | 208 / 1935 | 12 Sitzplätze im Restaurant 52 Sitzplätze 2. Klasse Mittelgang | 1941 umgezeichnet in MS 403, 1973 ausgemustert, am 5. Dezember 1973 in Københavns Godsbanegård verbrannt. |
| MS 4        | MS 404      | Frichs, Scandia A/S | 209 / 1935 | Gepäckraum 52 Sitzplätze 2. Klasse Mittelgang                  | 1941 umgezeichnet in MS 404, 1973 ausgemustert, am 5. Dezember 1973 in Københavns Godsbanegård verbrannt. |
| MS 5        |             | Frichs, Scandia A/S | 210 / 1935 | 12 Sitzplätze im Restaurant 52 Sitzplätze 2. Klasse Mittelgang | Brand in Fårup (1938) – 1939 in MB 17 umgebaut. |
| MS 6        |             | Frichs, Scandia A/S | 211 / 1935 | Gepäckraum 52 Sitzplätze 2. Klasse Mittelgang                  | 1939 umgezeichnet in MS 2". |
| MS 7        | MS 405      | Frichs, Scandia A/S | 212 / 1935 | 12 Sitzplätze im Restaurant 52 Sitzplätze 2. Klasse Mittelgang | 1941 umgezeichnet in MS 405, 1970 ausgemustert, 1971 in Specialvogn 605 umgebaut. |
| MS 8        | MS 406      | Frichs, Scandia A/S | 212 / 1935 | Gepäckraum 52 Sitzplätze 2. Klasse Mittelgang                  | 1941 umgezeichnet in MS 406, 1970 ausgemustert, 1971 in Specialvogn 606 umgebaut. |

Mittelwagen
| Nummer 1935 | Nummer 1941 | Hersteller  | Baujahr     | Wagendetails                                                                               | Besonderheiten                                                                                               |
| ----------- | ----------- | ----------- | ----------- | ------------------------------------------------------------------------------------------ | --- |
| AA 911      | AA 431      | Scandia A/S | 2931 / 1935 | 6 Sitzplätze in je 6 Abteilen 1. Klasse 8 Sitzplätze in je 2 Abteilen 2. Klasse Seitengang | 1941 umgezeichnet in AA 431 – dieser 1973 ausgemustert und an das Dänische Eisenbahnmuseum Odense übergeben. |
| AA 912      | AA 432      | Scandia A/S | 2931 / 1935 | 6 Sitzplätze in je 6 Abteilen 1. Klasse 8 Sitzplätze in je 2 Abteilen 2. Klasse Seitengang | 1941 umgezeichnet in AA 432, 1973 ausgemustert, am 5. Dezember 1973 in Københavns Godsbanegård verbrannt.    |
| AA 913      | AB 438      | Scandia A/S | 2931 / 1935 | 6 Sitzplätze in je 6 Abteilen 1. Klasse 8 Sitzplätze in je 2 Abteilen 2. Klasse Seitengang | Brand in Fårup (1938) – 1939 in AB 919 umgebaut und 1941 in AB 438 umgezeichnet.                             |
| AA 914      | AA 433      | Scandia A/S | 2931 / 1935 | 6 Sitzplätze in je 6 Abteilen 1. Klasse 8 Sitzplätze in je 2 Abteilen 2. Klasse Seitengang | 1941 umgezeichnet in AA 433, 1970 ausgemustert, 1971 in den Specialvogn 607 umgebaut.                        |

### DSB MB

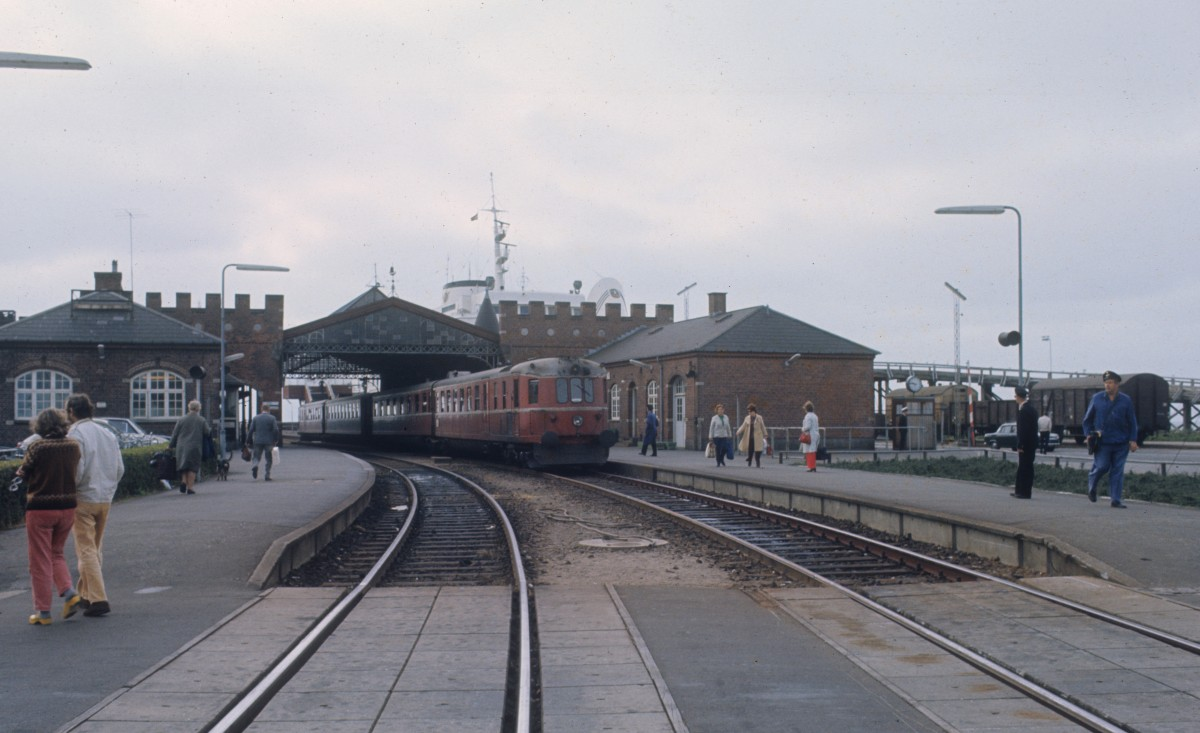
Ein MB als Neptun (Gedser, 1973)

Schon wenige Monate nach dem Einsatz der vier Züge war klar, dass weitere Triebzüge benötigt wurden. Der Entwurf eines längeren Zuges mit mehr Sitzplätzen berücksichtigte, dass mit der Einführung neuer längerer Fähren auf dem Großen Belt eine Erweiterung auf insgesamt vier Wagen mit der Reihung MB–AB–FJ–MB möglich wurde.
Triebwagen
| Nummer 1937 | Nummer 1941 | Hersteller          | Baujahr    | Wagendetails                                                   | Besonderheiten                                                                                            |
| ----------- | ----------- | ------------------- | ---------- | -------------------------------------------------------------- | --- |
| MB 9        | MB 407      | Frichs, Scandia A/S | 264 / 1937 | 16 Sitzplätze im Restaurant 40 Sitzplätze 2. Klasse Mittelgang | 1941 umgezeichnet in MB 407, 1967 ausgemustert                                                            |
| MB 10       | MS 408      | Frichs, Scandia A/S | 265 / 1937 | Gepäckraum 40 Sitzplätze 2. Klasse Mittelgang                  | 1941 umgezeichnet in MB 408, 1967 ausgemustert                                                            |
| MB 11       | MB 409      | Frichs, Scandia A/S | 266 / 1937 | 16 Sitzplätze im Restaurant 40 Sitzplätze 2. Klasse Mittelgang | 1941 umgezeichnet in MB 409, 1973 ausgemustert, am 6. November 1973 in Københavns Godsbanegård verbrannt. |
| MB 12       | MB 410      | Frichs, Scandia A/S | 267 / 1937 | Gepäckraum 40 Sitzplätze 2. Klasse Mittelgang                  | 1941 umgezeichnet in MB 410, 1973 ausgemustert, am 6. November 1973 in Københavns Godsbanegård verbrannt. |
| MB 13       | MB 411      | Frichs, Scandia A/S | 268 / 1937 | 16 Sitzplätze im Restaurant 40 Sitzplätze 2. Klasse Mittelgang | 1941 umgezeichnet in MB 411, 1972 ausgemustert                                                            |
| MB 14       | MB 412      | Frichs, Scandia A/S | 269 / 1937 | Gepäckraum 40 Sitzplätze 2. Klasse Mittelgang                  | 1941 umgezeichnet in MB 412, 1972 ausgemustert                                                            |
| MB 15       | MB 413      | Frichs, Scandia A/S | 270 / 1937 | 16 Sitzplätze im Restaurant 40 Sitzplätze 2. Klasse Mittelgang | 1941 umgezeichnet in MB 413, 1970 ausgemustert                                                            |
| MB 16       | MB 414      | Frichs, Scandia A/S | 271 / 1937 | Gepäckraum 40 Sitzplätze 2. Klasse Mittelgang                  | 1941 umgezeichnet in MB 414, 1970 ausgemustert                                                            |
| MB 17       | MB 415      | Frichs, Scandia A/S | 210 / 1935 | 16 Sitzplätze im Restaurant 40 Sitzplätze 2. Klasse Mittelgang | 1939 aus MS 5 umgebaut, 1941 umgezeichnet in MB 415, 1970 ausgemustert                                    |
| MB 18       | MB 416      | Frichs, Scandia A/S | 207 / 1935 | Gepäckraum 40 Sitzplätze 2. Klasse Mittelgang                  | 1939 aus MS 2 umgebaut, 1941 umgezeichnet in MB 416, 1970 ausgemustert                                    |

Mittelwagen AB und FJ
| Nummer 1935/37/38 | Nummer 1941 | Hersteller  | Baujahr     | Wagendetails                                                                          | Besonderheiten                                                                                            |
| ----------------- | ----------- | ----------- | ----------- | ------------------------------------------------------------------------------------- | --- |
| AB 915            | AB 434      | Scandia A/S | 3261 / 1937 | 6 Sitzplätze in je 7 Abteilen 1. Klasse 8 Sitzplätze in 1 Abteil 2. Klasse Seitengang | 1941 umgezeichnet in AB 434, 1967 ausgemustert                                                            |
| AB 916            | AB 435      | Scandia A/S | 3261 / 1937 | 6 Sitzplätze in je 7 Abteilen 1. Klasse 8 Sitzplätze in 1 Abteil 2. Klasse Seitengang | 1941 umgezeichnet in AB 435, 1973 ausgemustert, am 6. November 1973 in Københavns Godsbanegård verbrannt. |
| AB 917            | AB 436      | Scandia A/S | 3261 / 1938 | 6 Sitzplätze in je 7 Abteilen 1. Klasse 8 Sitzplätze in 1 Abteil 2. Klasse Seitengang | 1941 umgezeichnet in AB 436, 1972 ausgemustert                                                            |
| AB 918            | AB 437      | Scandia A/S | 3261 / 1938 | 6 Sitzplätze in je 7 Abteilen 1. Klasse 8 Sitzplätze in 1 Abteil 2. Klasse Seitengang | 1941 umgezeichnet in AB 437, 1970 ausgemustert                                                            |
| AB 919            | AB 438      | Scandia A/S | 2931 / 1935 | 6 Sitzplätze in je 7 Abteilen 1. Klasse 8 Sitzplätze in 1 Abteil 2. Klasse Seitengang | 1939 umgebaut aus AA 913, 1941 umgezeichnet in AB 438, 1970 ausgemustert                                  |
| Nummer 1937–39    | Nummer 1941 | Hersteller  | Baujahr     | Wagendetails                                                                          | Besonderheiten                                                                                            |
| FJ 947            | FJ 446      | Scandia A/S | 3260 / 1937 | 76 Sitzplätze 2. Klasse Mittelgang                                                    | 1941 umgezeichnet in FJ 446, 1967 ausgemustert                                                            |
| FJ 948            | FJ 447      | Scandia A/S | 3260 / 1937 | 76 Sitzplätze 2. Klasse Mittelgang                                                    | 1941 umgezeichnet in FJ 447, 1973 ausgemustert, am 6. November 1973 in Københavns Godsbanegård verbrannt. |
| FJ 949            | FJ 448      | Scandia A/S | 3260 / 1938 | 76 Sitzplätze 2. Klasse Mittelgang                                                    | 1941 umgezeichnet in FJ 448, 1972 ausgemustert                                                            |
| FJ 950            | FJ 449      | Scandia A/S | 3260 / 1938 | 76 Sitzplätze 2. Klasse Mittelgang                                                    | 1941 umgezeichnet in FJ 449, 1970 ausgemustert                                                            |
| FJ 951            | FJ 450      | Scandia A/S | 3260 / 1939 | 76 Sitzplätze 2. Klasse Mittelgang                                                    | 1941 umgezeichnet in FJ 450, 1970 ausgemustert                                                            |

## Technik

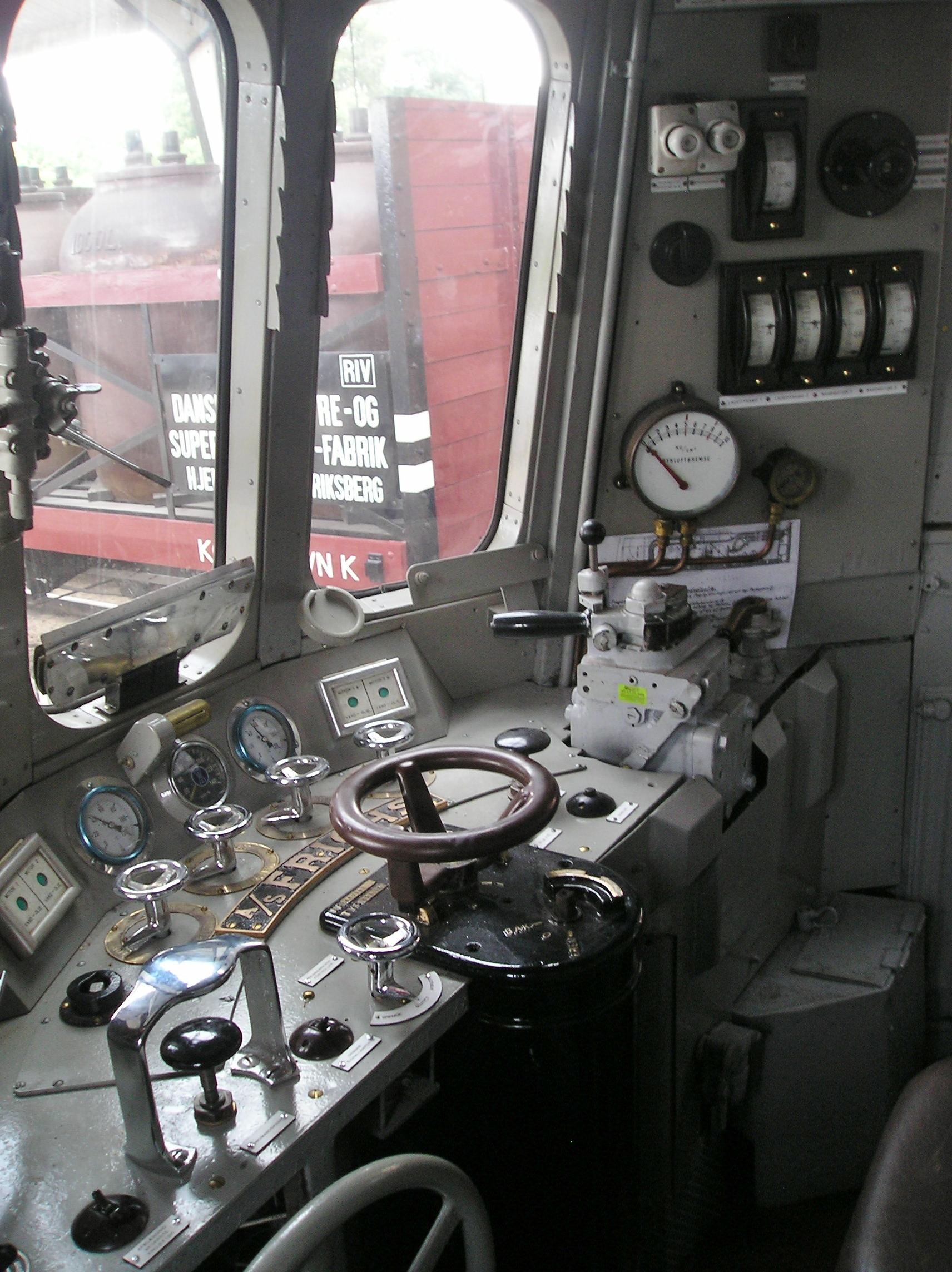
Führerstand

Die Baureihen MS und MB bestanden aus je zwei Triebköpfen der Gattung MS/MB und einem bzw. zwei Zwischenwagen. Diese wiesen zur Fixierung auf Fährschiffen eigene Ösen am Fahrwerk auf. Die Innenräume der Triebköpfe waren als Großraumwagen der Einheitsklasse (Fællesklasse) mit lederbespannten Sitzen in 2+2 Anordnung gestaltet, während die Mittelwagen einen Seitengang aufwiesen. In einem Triebkopf gab es zusätzlich ein von der CIWL bewirtschaftetes Buffet mit 12 Plätzen an drei Tischen bzw. mit 16 Plätzen an vier Tischen. Zum Übergang zwischen den Wagen dienten doppelte Faltenbälge.
Auch an der technischen Konzeption orientierte man sich an den deutschen Vorbildern, ging jedoch eigene konstruktive Wege. So war jeder Triebkopf des MS (ähnlich den zeitgleich entwickelten DSB MO) mit zwei nebeneinander auf einem Maschinendrehgestell montierten Generatorsätzen mit je einem Dieselmotor des Baumusters Frichs 6185 CA ausgestattet, sie leisteten jeweils 250 PS (184 kW) bei ca. 500/min. Aufgrund der gedrängten Bauart der Triebköpfe saßen die Erregermaschinen auf den Generatoren und wurden von diesen über Keilriemen angetrieben. Die Steuerung erfolgte über eine elektromechanische Vielfachsteuerung Bauart ASEA-Åkerman mit Drehzahlstufen für 550, 850 und 1000/min. Die vier elektrischen Fahrmotore saßen in den beiden gemeinsamen Drehgestellen zwischen Triebwagen und Mittelwagen. Diese Triebgestelle waren nach Bauart Gresley konstruiert, bei welcher jeder Wagenkasten (im Gegensatz zum Jakobs-Drehgestell) über einen eigenen Drehzapfen mit dem Fahrgestell verbunden war. Dies bedingte jedoch ein unruhigeres Fahrverhalten.
Die Wagenkästen bestanden aus einer Stahlspanten-Konstruktion, die erstmals in Dänemark geschweißt wurde. Damit gelang eine Gewichtsreduktion um 25 % gegenüber dem herkömmlichen Nietverfahren.
Aufgrund der höheren Geschwindigkeiten hatten die MS und MB Druckluftbremsen, die auf die auf den Achsen situierten Bremstrommeln wirkten. Zusätzlich waren Magnetschienenbremsen vorhanden. Hintergrund für den Einbau der Magnetschienenbremse waren die Signalabstände aus der Zeit der langsamer verkehrenden dampfgeführten Reisezüge. So konnte auf die Versetzung von Signalen verzichtet werden. Die MS und MB hatten normale Zug- und Stoßvorrichtungen.
Die Züge waren für Einmannbedienung ausgelegt. Auf den von der Gewerkschaft wegen der hohen Geschwindigkeiten geforderten zweiten Lokführer gingen die DSB nicht ein. Es wurde jedoch ein motorfører II eingeführt, ein Lokführer, der die hintere Maschine überwacht und beim Gepäckverladen und der Sitzzuweisung half. Die Triebzüge waren innen an verschiedenen Stellen mit grünen elektrischen Lampen ausgestattet, damit der Triebfahrzeugführer den Helfer rufen konnte.
Im Mai 1935 stellte ein dreiteiliger Zug mit einer Höchstgeschwindigkeit von 162 km/h einen dänischen Rekord zwischen Vigerslev und Roskilde auf. Der Rekord hielt 28 Jahre lang.

## Specialvogn 605–607
Nach der Ausmusterung wurde die Garnitur MS 405–AA 433–MS 406 mit der Bezeichnung Specialvogn 605–607 (Spezialwagen) versehen. Specialvogn waren zu dieser Zeit in Dänemark Bahndienstfahrzeuge. Für Probefahrten nach größeren Reparaturen von Motorlokomotiven wurden als Anhängelast zuvor immer Personen- oder Güterwagen benutzt, wobei es vorkommen konnte, dass bei Wagenmangel keine Wagen zur Verfügung standen. Der Triebzug mit Schraubenkupplung wurde nun als Belastungsfahrzeug verwendet, da er nicht mehr im Regelbetrieb stand. Die Fahrzeuge wurden mit der jeweiligen Bezeichnung beschriftet.

## Verschrottung durch Verbrennen
In der Zeit nach dem Zweiten Weltkrieg war die Verschrottungsmethode durch Verbrennen nicht unüblich. Damit konnte auf den Ausbau der Inneneinrichtung verzichtet werden und die Wagenkästen mussten nicht von der Holzbeplankung befreit werden, so dass nur noch Metallschrott übrigblieb. So wurde nach der Abstellung der letzten drei Einheiten beschlossen, dass die nicht an das Eisenbahnmuseum abgegebenen Züge verbrannt werden sollen. Dazu wurden die Drehgestelle durch spezielle Verbrennungsdrehgestelle ersetzt und einzelne Teile entfernt. Dann wurden sie auf Gleisen in der Nähe des Containerterminals abgestellt. Der Verbrennungstermin richtete sich nach der Windrichtung, damit die Verbrennungsgase über das Containerterminal treiben.